# Гришанов, Василий Максимович
Василий Максимович Гришанов (3 апреля 1911, Болхуны, Астраханская губерния — 26 декабря 1994, Москва) — советский политработник, адмирал (13.4.1964). Почётный гражданин Северодвинска (26.7.1978), Почётный гражданин города Геленджика (23.01.1980).

## Биография
Не имел высшего военного образования для получения такого высокого воинского звания.
Окончил 6 классов, учился в педагогическом техникуме (1929), электро-минной школе имени А. С. Попова учебного отряда Морских сил Балтийского моря в Кронштадте (30.11.1933—31.07.1934); курсы политруков при Политуправлении Балтийского флота (30.06.—30.09.1936), военно-морской факультет Военно-политической академии имени В. И. Ленина заочно (1941), Высшие военно-политические курсы ВМФ (9.1944—11.1945). Вступил в ВКП(б) в 1932 г. Призван в ВМФ Енотаевским районным военкоматом Астраханской области 25 октября 1933 года.
Краснофлотец подводной лодки «У-3» (31.07.1934—30.09.1934), секретарь комсомольской организации электро-минной школы в Кронштадте (10.1934—6.1936), инструктор политотдела Учебного отряда (30.09.1936—31.05.1938), военком (31.05.1938—13.08.1940), заместитель по политчасти начальника школы связи имени А. С. Попова Учебного отряда Балтийского флота (13.08.1940—25.04.1941), одновременно военком берегового отряда сопровождения для обеспечения боевой деятельности кораблей при действиях вдоль берега и содействия флангу Красной Армии, действующей вдоль побережья с января 1940 года, участник советско-финляндской войны.
Участник Великой Отечественной войны. Заместитель командира по политчасти (25.04.—22.07.1941), военком (22.07.1941—13.10.1942), заместитель начальника по политчасти (13.10.1942—9.1944) учебного отряда Северного флота.
В распоряжении Главного Политуправления ВМФ (11.1945), начальник политотдела Южного морского оборонительного района Тихоокеанского флота (11.1945—6.1947), заместитель начальника Политуправления 5-го ВМФ (6.1947—2.1950), начальник Политуправления 7-го ВМФ (2.1950—5.1953); член Военного Совета Северо-Тихоокеанской флотилии (5.1953—10.1954), начальник Политуправления 4-го ВМФ (10.1954-1.1956), член Военного Совета (1.1956-5.1958), начальник Политуправления (9.1957—5.1958) Балтийского флота, заместитель начальника Главного Политуправления — начальник Управления политорганов ВМФ (5.1958—5.1963), член Военного Совета ВМФ — начальник Управления политорганов ВМФ Главного Политуправления Советской Армии и Военно-Морского Флота (5.1963—12.1967), член Военного Совета — начальник Политуправления ВМФ (12.1967—1.1980).
Военный консультант группы генеральных инспекторов МО СССР с 1980 по 1987 годы.
С 20 ноября 1987 года в отставке.
На ответственной работе в правлении Всесоюзного общества «Знание» (1980—1993), с 1981 года возглавлял военную секцию этого общества. Возглавлял информационный центр «Патриот».
Похоронен на Кунцевском кладбище.

## Воинские звания
Полковник
Контр-адмирал — 27.01.1951
Вице-адмирал — 18.02.1958
Адмирал — 13.04.1964

## Семья
Сыновья:
- Гришанов, Валерий Васильевич (1939—1998), адмирал (1995);
- Гришанов, Владимир Васильевич (род. 1945), адмирал (1996).

## Награды
Награды СССР
- Орден Ленина (1956);
- Орден Красного Знамени (1954);
- Орден Красного Знамени (1967);
- Орден Отечественной войны I степени (1985)[7];
- Орден Трудового Красного Знамени (1963);
- Орден Трудового Красного Знамени (1971);
- Орден Красной Звезды (1943)[8];
- Орден Красной Звезды (1949);
- Орден «За службу Родине в Вооружённых Силах СССР» III степени (1975);
- Медаль «За боевые заслуги» (1944)[9];
- Медаль «За оборону Советского Заполярья» (12.02.1945)[10];
- Медаль «За победу над Германией в Великой Отечественной войне 1941—1945 гг.» (1945);
- медали.
- именное оружие (1967).

Иностранные награды
- Орден «9 сентября 1944 года» (НРБ) с мечами (14.09.1974);
- Орден «Крест Грюнвальда»" 2 степени (ПНР);
- Орден «Крест Грюнвальда» 3 степени (ПНР);
- Орден Государственного флага (КНДР 23.12.1948);
- Орден Свободы и Независимости (КНДР);
- Орден «Возрождение Польши» V класс — Кавалерский (рыцарский) крест (06.10.1973)[11];
- Орден Боевого Красного Знамени (МНР 06.07.1971)
- Медаль «За укрепление дружбы по оружию» I степени — золото (Чехословакия 05.1970);
- Медаль «100 лет со дня рождения Георгия Димитрова» (НРБ);
- Медаль «100 лет Освобождения Болгарии от османского рабства» (НРБ);
- Медаль «90 лет со дня рождения Георгия Димитрова» (НРБ 23.02.1974);
- Медаль «40 лет Победы над гитлеровским фашизмом» (НРБ 16.05.1985);
- Медаль «20-я годовщина Революционных Вооруженных сил Кубы» (Куба);
- Медаль «30-я годовщина Революционных Вооруженных сил Кубы» (Куба 24.11.1986);
- Медаль «30 лет Победы над милитаристской Японией» (МНР);
- Медаль «30 лет Халхин-Гольской Победы» (МНР);
- Медаль «50 лет Монгольской Народной Армии» (МНР 15.03.1971);
- Медаль «50 лет Монгольской Народной Революции» (МНР 16.12.1971);
- Медаль «40 лет Халхин-Гольской Победы» (МНР 26.11.1979);
- Медаль «60 лет Вооруженным силам МНР» (МНР 29.12.1981);
- медали.

## Сочинения
- На широтах мирового океана // Сов. воин. — 1968. — № 13. — С. 1-13.
- На страже морских рубежей // Агитатор. — 1970. — № 12. — С. 24-29.
- Все океаны рядом. — М., 1984.
- Адмирал С. Е. Захаров // ВИЖ. — 1986. — № 2. — С. 94-96.
- Нестареющее оружие. О политработниках советских Вооруженных сил. — М., 1977. — 256 с.
- В защиту доброго имени // ВИЖ. — 1964. — № 9. — С. 116—122.